# Charles Vandenhove

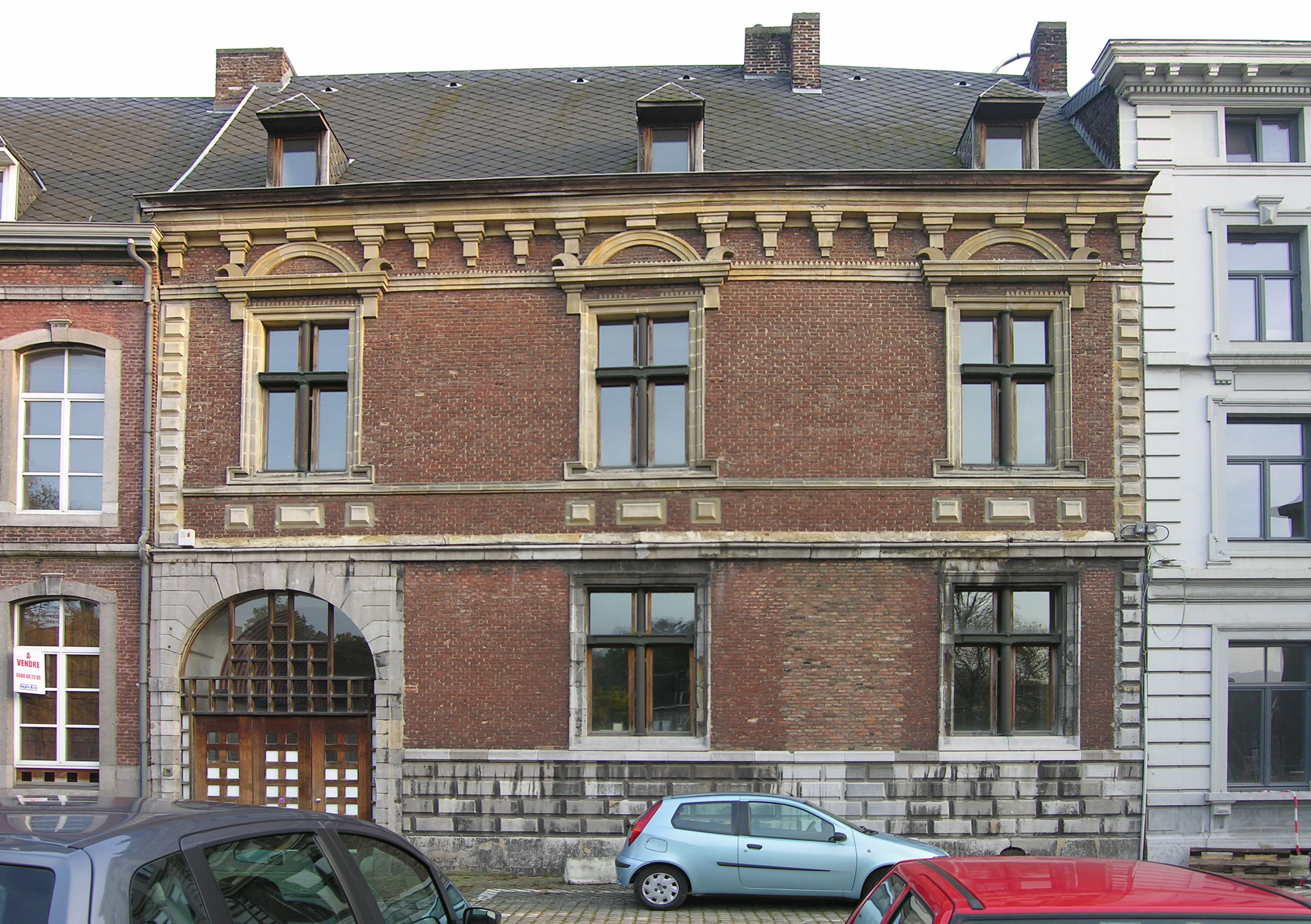
Casa Torrentius a Lieja

Charles Vandenhove   (Teuven, 3 de juliol de 1927 - Lieja, 22 de gener de 2019) va ser un arquitecte belga.

## Biografia

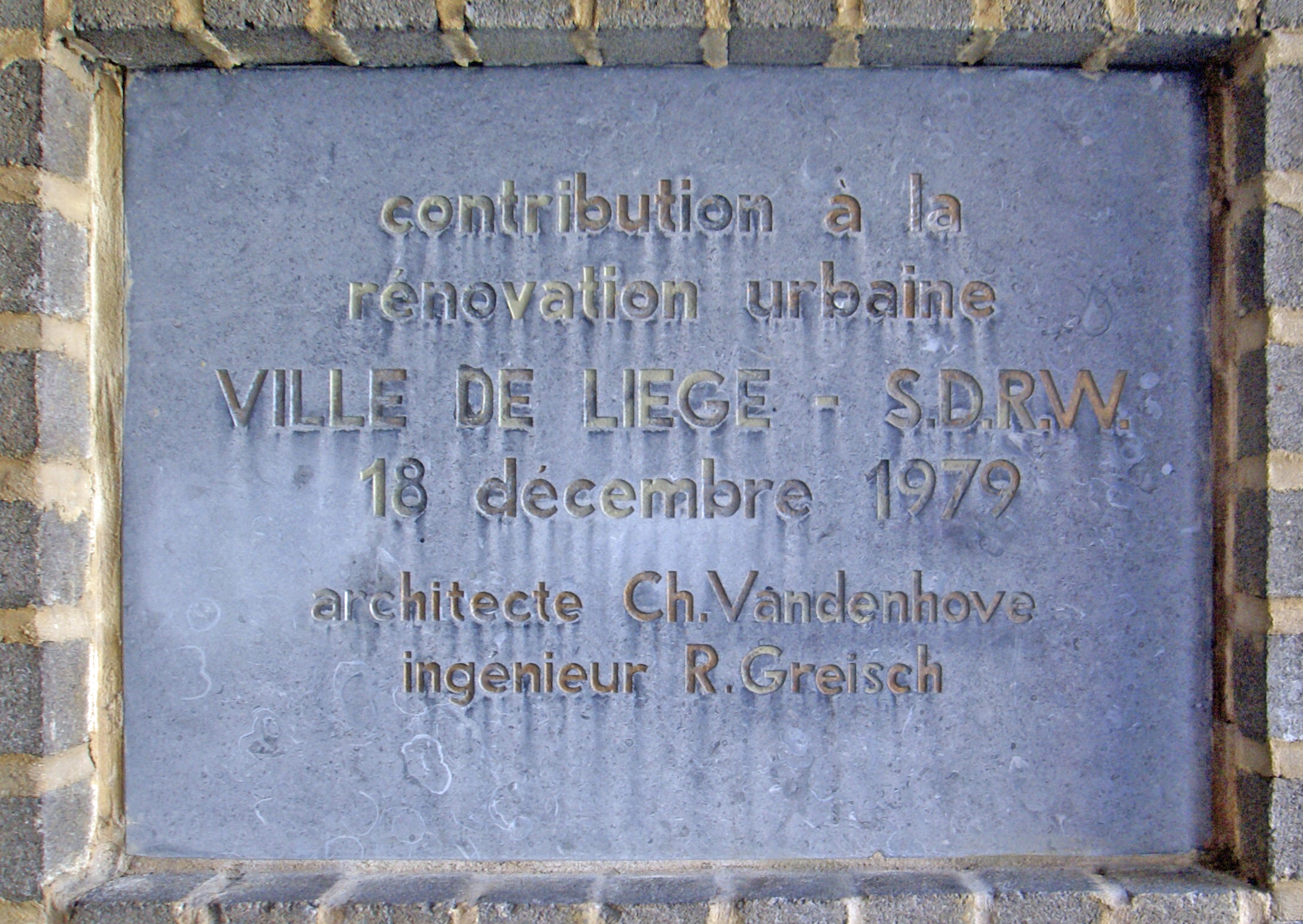
Pedra recordatòria a Lieja

Era un fill d'un comerciant. Va terminar els seus estudis a l'Institut Superior «Saint-Luc» a Lieja el 1945 i va terminar la seva especialització a l'escola superior d'arquitectura «La Cambre» a Brussel·les el 1951.
Una de les seves primeres realitzacions era la Cour Saint-Antoine a Lieja el 1979 junt amb l'enginyer René Greisch. Després del funcionalisme i les destruccions dels anys seixanta va mostrar que hi havia una possibilitat de combinar el respecte per a les ‘pedres velles' amb aportacions modernes en una combinació a mesura de l'home. Aquesta realització pot considerar-se com un moment «revolucionari» de la concepció de la renovació de la ciutat de Lieja, fins aleshores dominada per a l'obsessió de sacrificar tota la ciutat a les necessitats del cotxe i del fluïdesa del trànsit, tret dels grans monuments, un moviment portat per a l'historiador de l'art i regidor Jean Lejeune. A la Cour Saint-Antoine va desenvolupar la seva signatura: l'ús de vidres quadrangulars acolorits, les columnes amb capitell format de dues cercles i les creus de bronze que van reemplaçar les creus de pedra de les finestres, desapareguts al segle xvi a conseqüència de la taxa de la llum.
El 2007 va donar la seva col·lecció d'obres d'art al museu d'art Bonnefantenmuseum a Maastricht.

## Unes realitzacions
- A Bèlgica

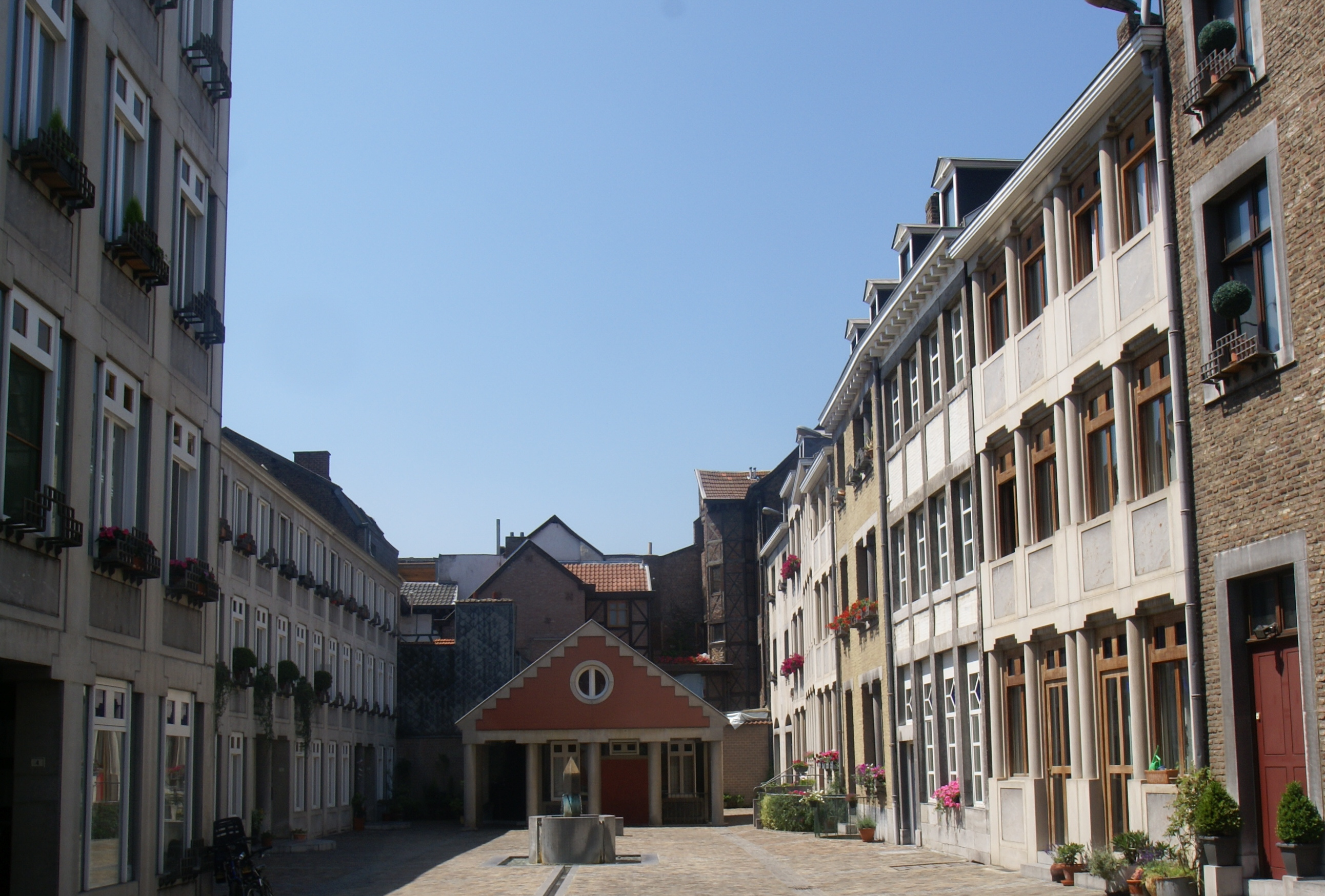
Cour Saint-Antoine a Lieja

  - Modernització i eixample del Teatre Real «La Monnaie» - «De Munt» a Brussel·les.
  - L'hospital universitari de la Universitat de Lieja a Sart-Tilman.
  - «La Cour Saint-Antoine» a Lieja.
  - «Le Balloir», orfenat i cases protegides a Lieja
  - Renovació de la casa Torrentius a Lieja, una casa noble del segle xvi dissenyada per l'arquitecte i escultor liegès Lambert Lombard)
- Als Països Baixos
  - L'Statenplein a Dordrecht
  - El palau de justícia a 's-Hertogenbosch
  - «Hoogfrankrijk» a Maastricht
  - «Kanunnikencour» a Maastricht
  - «Maison Céramique» a Maastricht
  - «De Kölleminder» a Venlo.
- A França
  - El «Théâtre des Abbesses» a París.

## Imatges

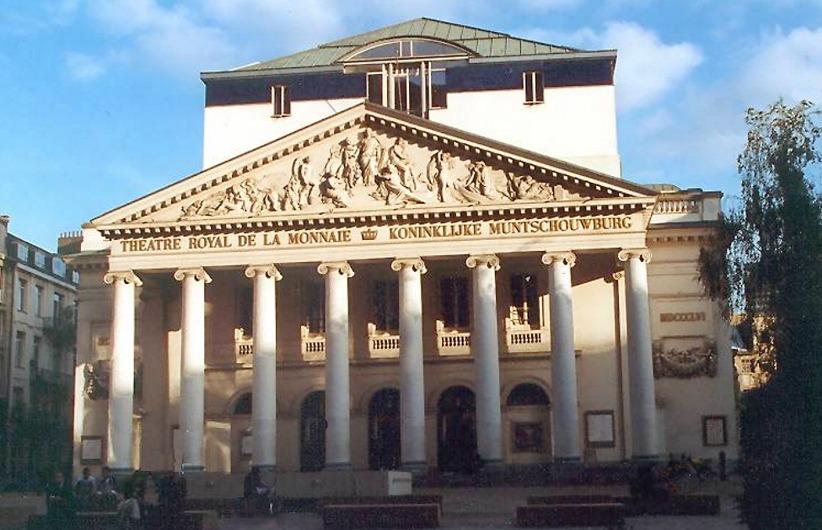
Brussel·les, Teatre real 'La Monnaie'
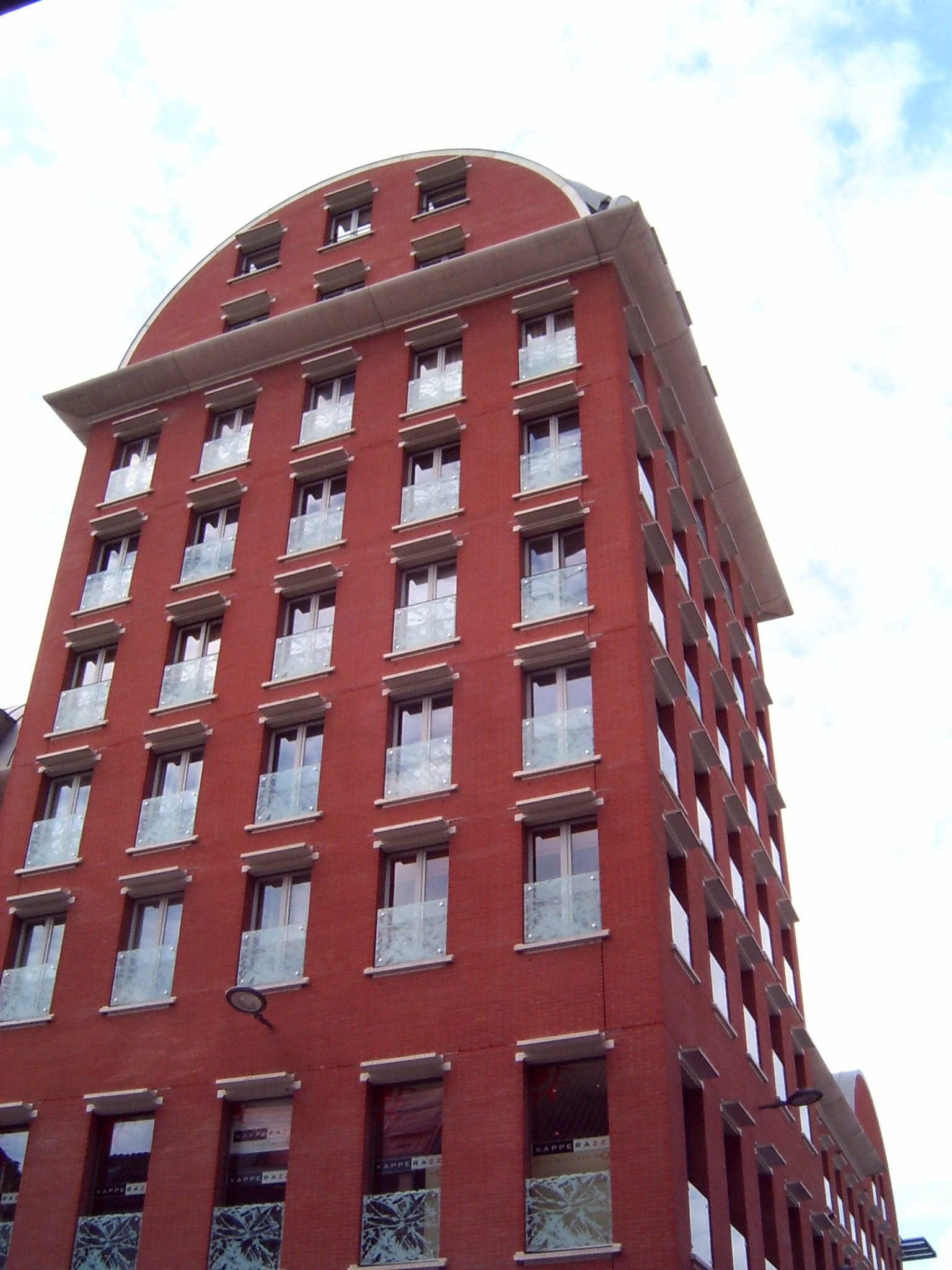
Dordrecht, Statenplein
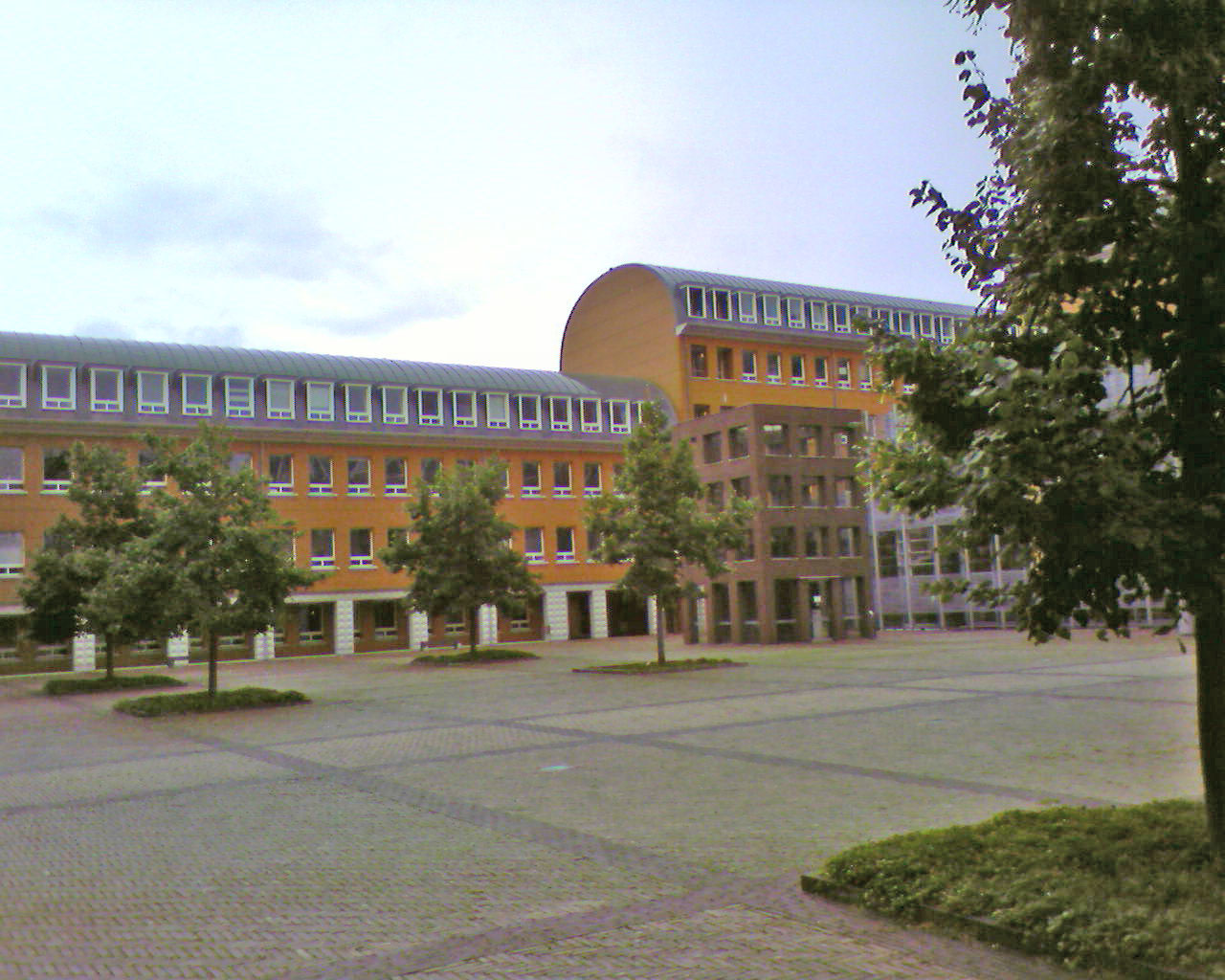
's-Hertogenbosch, Palau de justícia
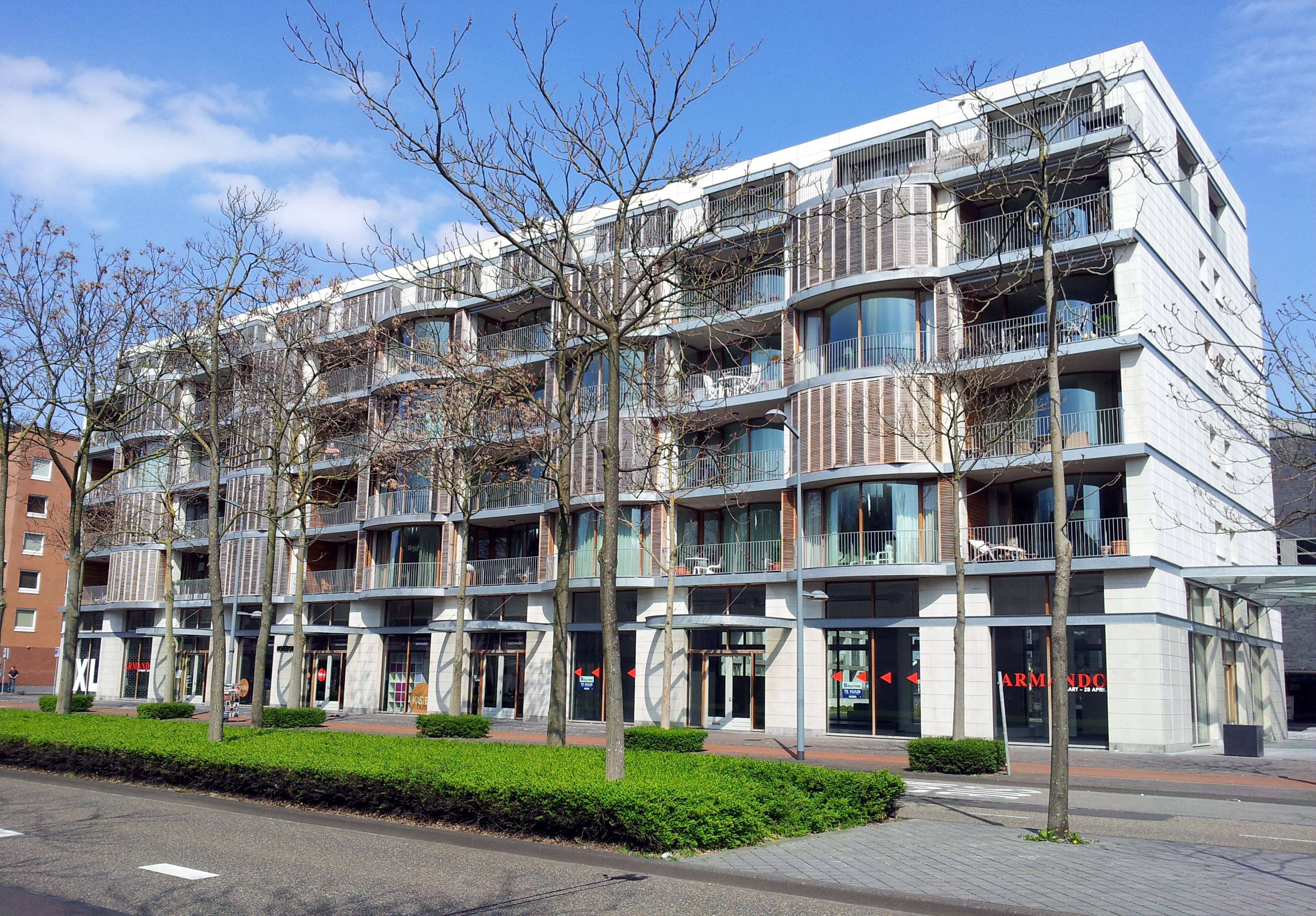
Maastricht, Maison Céramique